# 女子的生活
『女子的生活』（じょしてきせいかつ）は、坂木司による日本のライト文芸連作短編小説。文芸誌『yom yom』の読み切り競作企画「ふたりぐらし」の第3回として2013年春号に掲載された短編小説「女子的生活」が好評を博し、2014年冬号から2015年秋号、2016年春号に全6回にわたり連載化、2016年8月に新潮社より刊行された。自称トランスジェンダーの「みき」こと小川幹生と後藤との共同生活を描く。
NHK総合「ドラマ10」枠にて志尊淳の主演により連続テレビドラマ化され、2018年1月に放送。

## あらすじ
見た目は美しい女性だが、実は男性で、女性が恋愛対象というトランスジェンダーの小川みき（本名：小川幹生）はファストファッション会社で働くOL。同僚のかおりや仲村と共に、忙しいながらも充実した「女子的生活」を満喫していた。ある日、同級生だった後藤が訪ねて来る。みきの姿を見て驚く後藤だったが「お金がなく頼る人間がいないので助けて欲しい」と言い、みきは「合コン」セッティングを条件に、渋々承諾することに。合コン当日、みきの前に、ゆいという自然派気取りの女が現れる。みきとゆいは、「女」同士のバトルを繰り広げることになるのだが…。(公式サイトより)

## 登場人物
小川幹生（おがわ みきお）・小川みき（おがわ みき）
主人公。専門学校を卒業後、アパレルメーカーに勤務。「みき」と呼ばれている。
後藤（ごとう）
小川の幼なじみ。
仲村（なかむら）
小川の同僚。中国語が得意。
かおり
小川の同僚で同期。ゆるふわ系。
とも
みきの専門学校時代の同級生で親友。後藤の前にいた小川との前ルームシェア相手でメイクアップアーティストのアシスタントをしている。
ケンイチ
合コン相手。

## 書誌情報
- 『この部屋で君と』「女子的生活」[4]（2014年9月1日発売[5]）、新潮文庫nex、ISBN 978-4-10-180005-9
- 『女子的生活』2016年8月20日初版発行（2016年8月22日発売[1]）、新潮社、ISBN 978-4-10-312052-0

## テレビドラマ
NHK総合「ドラマ10」枠にてNHK大阪放送局の制作によりテレビドラマ化され、2018年1月5日から1月26日まで放送された。全4回。主演は志尊淳で、本作がNHKドラマ初主演となる。トランスジェンダーでモデル、執筆などの活動を行う西原さつきがトランスジェンダー指導として所作や発声の指導を担当する。
NHK総合にて2018年3月12日（11日深夜）と13日（12日深夜）の2夜にわたって再放送された。

### キャスト

#### 主要人物
- 小川みき（幹生[注 1]） - 志尊淳
- 後藤忠臣 - 町田啓太
- かおり - 玉井詩織（ももいろクローバーZ）
- 仲村 - 玄理
- ゆい - 小芝風花
- 板倉 - 羽場裕一
- 水族館の職員 - 鈴木慶一
- コロッケ屋主人の妻 - 楠見薫
- コロッケ屋主人 - 小松健悦

#### ゲスト
- 第2話
  - 高山田（ミニーさん） - 中島広稀
  - ともちゃん - 西原さつき（第4話）
  - 銚子ディレクター ‐ 夙川アトム（第3話）
- 第3話
  - 柳原美穂 - 前田亜季
  - 美穂の母 - 山村紅葉
  - 小川敏生 - 鈴木裕樹
  - 小川多恵子 ‐ 小牧芽美
  - 小川富生 - 本田博太郎
- 第4話
  - マナミ - 土村芳
  - 高田ケンイチ - 山口翔悟

### スタッフ
- 原作 - 坂木司『女子的生活』
- 脚本 - 坂口理子
- 音楽 - 鈴木慶一
- トランスジェンダー指導 - 西原さつき
- 制作統括 - 三鬼一希
- プロデューサー - 木村明広
- 演出 - 新田真三、中野亮平

### 放送日程
| 放送回 | 放送日  | ラテ欄 | 演出     |
| ------ | ------- | ------ | -------- |
| 第1回  | 1月05日 |        | 新田真三 |
| 第2回  | 1月12日 |        | 新田真三 |
| 第3回  | 1月19日 |        | 中野亮平 |
| 最終回 | 1月26日 |        | 中野亮平 |

### 原作との違い
舞台は東京から神戸、小川は本名の「幹生」ではなく愛称の「みき」表記、後藤に下の名がある、女性との接触は、男としての異性愛寄りであったものが、身体は男、性認識は女のレズビアンという解釈であるなど、原作小説と異なる点が存在する。

### その他
小川役の志尊は同じ坂木デビュー作にしてこれを原作とする同名のテレビドラマ『青空の卵』で、事故を負い、男につきまとう安藤純役をつとめた。
レギュラー出演者の夙川アトム、第2話以降のゲストであった中島広稀・畦田ひとみ（第2話）・山村紅葉・本田博太郎（第3話）・土村芳（第4話）は、当ドラマ制作統括担当の三鬼一希、演出の新田真三・中野亮平が手掛けた『べっぴんさん』（2016年10月 - 2017年3月）にも出演していた。また、かおり役の玉井はその『べっぴんさん』でヒロインの友人役を演じた百田夏菜子と同じももいろクローバーZのメンバーである。

### 受賞
- ギャラクシー賞 2018年1月度月間賞[15]
- 第11回コンフィデンスアワード・ドラマ賞 主演男優賞（志尊淳）[16][17]
- 2018年度（第73回）文化庁芸術祭テレビ・ドラマ部門の放送個人賞 (志尊淳)[18]